# 中国国民党革命委员会吉林省委员会
中国国民党革命委员会吉林省委员会，简称民革吉林省委、吉林民革，是中国国民党革命委员会在吉林省的地方组织。